# Província de Litoral de Atacama

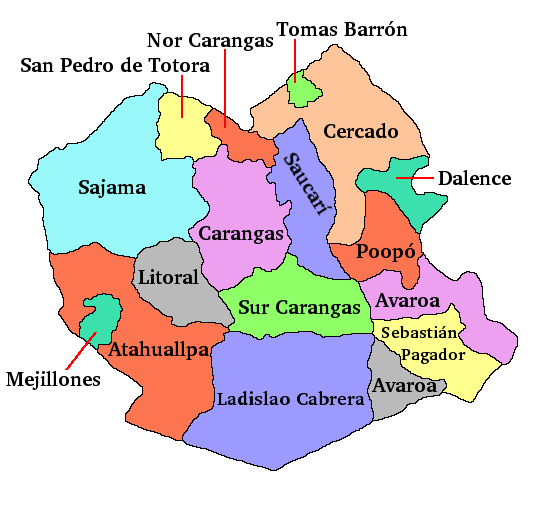
Les províncies del Departament d'Oruro.

La província de Litoral de Atacama és una de les 16 províncies del Departament d'Oruro, a Bolívia. La seva capital és Huachacalla.